# جوزيف ر. ديفيس
جوزيف ر. ديفيس (بالإنجليزية: Joseph R. Davis) هو محامي وسياسي أمريكي، ولد في 12 يناير 1825 في وودفيل في الولايات المتحدة، وتوفي في 15 سبتمبر 1896 في بيلوكسي في الولايات المتحدة. حزبياً، نشط في الحزب الديمقراطي. وقد انتخب عضو مجلس ولاية مسيسيبي.